# Angus Cloud
Conor Angus Cloud Hickey (n. 10 iulie 1998, Oakland, California, SUA – d. 31 iulie 2023, Oakland, California, SUA – d. 31 iulie 2023) a fost un actor american, cel mai bine cunoscut pentru interpretarea lui Fezco în serialul HBO, Euforia (2019–2022). De asemenea, a avut roluri mici în filmele independente North Hollywood (2021) și The Line (2023) și a apărut în videoclipuri muzicale de Noah Cyrus, Juice Wrld, Becky G și Karol G.
Conor Angus Cloud Hickey s-a născut pe 10 iulie 1998 și a crescut în Oakland, California.    Era de origine irlandeză, majoritatea familiei sale încă locuind în Irlanda.   Avea două surori gemene mai mici, Molly și Fiona.    A urmat Școala de Design de Producție de la Oakland School for the Arts,  unde a fost coleg de clasă cu Zendaya, colega sa din serialul Euforia .  Cloud a spus că a suferit „leziuni minore ale creierului” după ce a căzut într-o groapă de construcții pe o stradă slab iluminată din centrul orașului Oakland, în 2013. Accidentul s-a soldat cu o cicatrice pe partea stângă a capului. 

## Carieră
În timp ce lucra la restaurantul Woodlands din apropiere de Barclays Center din Brooklyn, New York, Cloud a fost cercetat de regizoarea de casting Euforia Jennifer Venditti; inițial a crezut că ea încearcă să-l înșele.  În serial, el a jucat rolul lui Fezco, un traficant de droguri bun, care a oferit adesea îndrumări morale unora dintre personajele principale din serial.  The Wall Street Journal a descris personajul drept un „dealer de droguri adorabil”.  Rolul său a fost extins în al doilea sezon.  Nu a jucat niciodată înainte de rolul său din Euforia, având singura experiență anterioară în domeniu când a construit decoruri și a lucrat la iluminat și sunet pentru departamentul de teatru al liceului său. 
În 2019, Cloud a apărut ca el însuși în serialul de televiziune The Perfect Woman .  De asemenea, a apărut în trei videoclipuri muzicale. În 2020, a apărut în videoclipul lui Noah Cyrus pentru „All Three”.  În 2021, l-a jucat pe Walker în filmul de comedie dramatică North Hollywood .  În 2022, a apărut în două videoclipuri muzicale pentru „ Cigarettes ” de la Juice Wrld și pentru videoclipurile muzicale „ Mamiii ” ale lui Becky G și Karol G.   În 2023, a apărut în filmul The Line, înfățișându-l pe Robert DeWitt.  În același an, a semnat cu United Talent Agency (UTA). 
Cloud a avut roluri în trei filme care nu au fost lansate la momentul morții sale: filmul de groază Your Lucky Day, un film fără titlu de la Universal Monsters și filmul dramă Freaky Tales .  S-a confirmat că a terminat munca în Your Lucky Day și în proiectul de la Universal înainte de a muri.  Înainte de moartea sa, el trebuia să joace în adaptarea cinematografică The Things They Carried. 

## Moartea
Cloud a fost găsit mort în casa familiei sale din Oakland, California, pe 31 iulie 2023, la vârsta de 25 de ani   Departamentul de Pompieri din Oakland a fost chemat pentru o urgență medicală și l-a declarat pe Cloud „decedat deja” la sosire. În ultimele zile ale vieții sale, era îndoliat după moartea tatălui său, la a cărui înmormântare a participat în Irlanda cu o săptămână mai devreme.  Deși mulți dintre fanii lui Cloud au speculat că el s-ar fi sinucis sau că a avut loc o crimă, mama lui a obiectat, spunând: „Putem afla că a supradozat accidental și tragic, dar este foarte clar că nu a intenționat să părăsească această lume”.  La 21 septembrie 2023, biroul legist din Alameda a confirmat că Cloud a murit din cauza unei „supradoze multiple de droguri” din cauza „efectelor combinate ale metamfetaminei, cocainei, fentanilului și benzodiazepinelor ” și că modul de deces a fost accidental. 

## Filmografie
| An   | Titlu                                    | Rol           | Note                            | Ref.          |
| ---- | ---------------------------------------- | ------------- | ------------------------------- | ------------- |
| 2021 | North Hollywood                          | Walker        |                                 | [ 21 ]        |
| 2023 | The Line                                 | Robert DeWitt |                                 | [ 24 ]        |
| 2023 | Your Lucky Day                           | Sterling      | Lansare postumă                 | [ 24 ] [ 31 ] |
| 2024 | Freaky Taleks                            |               | Post-producție, lansare postumă | [ 32 ] [ 33 ] |
| 2024 | Film fără titlu de la Universal Monsters |               | Post-producție, lansare postumă | [ 34 ]        |

| An        | Titlu             | Rol       | Note                       | Ref.   |
| --------- | ----------------- | --------- | -------------------------- | ------ |
| 2019–2022 | Euforia           | Fezco     | Rol principal, 16 episoade | [ 21 ] |
| 2019      | The Perfect Woman | El însuși | Cameo                      | [ 19 ] |

| An   | Titlu          | Artist             | Director      | Ref.   |
| ---- | -------------- | ------------------ | ------------- | ------ |
| 2020 | "All Three"    | Noah Cyrus         | Tyler Shields | [ 20 ] |
| 2022 | „ Cigarettes ” | Juice WRLD         | Steve Cannon  | [ 22 ] |
| 2022 | " Mamiii "     | Becky G și Karol G | Mike Ho       | [ 23 ] |